# Tällistock (2861 m)

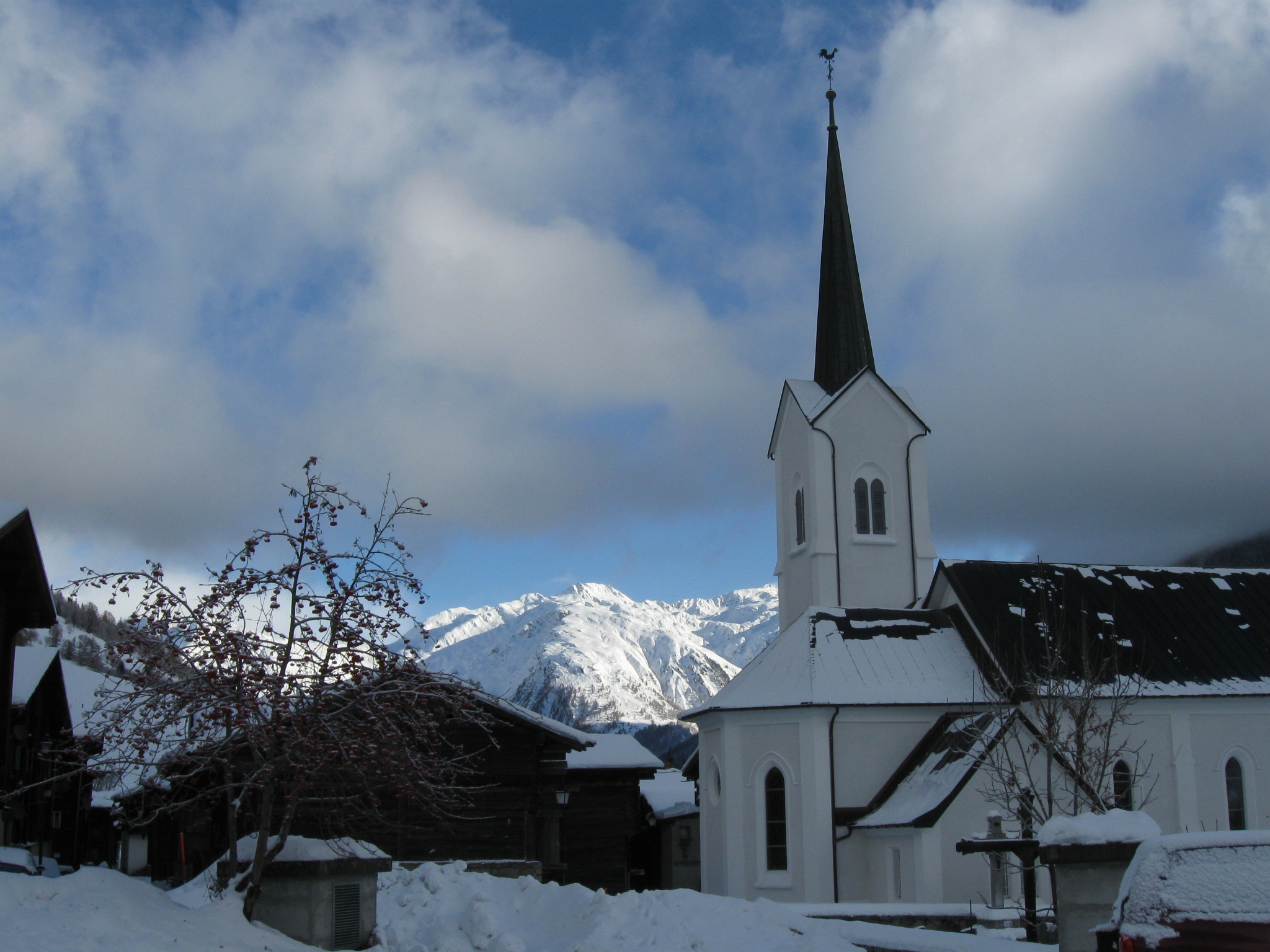
Tällistock neben der Kirche von Ulrichen

Der Tällistock (früher auch Dällisstock) ist ein Berg im Schweizer Kanton Wallis.
Der Gipfel liegt auf dem Gebiet der Gemeinde Obergoms und hat eine Höhe von 2861 m ü. M.